# Atelier de Création Radiophonique
Das Atelier de Création Radiophonique (ACR) ist eine ehemalige französische Hörfunksendung von France Culture, die dem Radio-Feature und der Audioart gewidmet war. Die Gründung im November 1969 ging auf den Dichter Jean Tardieu und den Schauspieler Alain Trutat zurück. Sein erster Leiter, der Autor René Farabet, betreute das ACR bis 2001 redaktionell.
Im Juli 2011 wurde die traditionsreiche Sendung eingestellt.